# Naomi Ōzora
Naomi Ōzora (jap. 大空 直美 Ōzora Naomi; ur. 4 lutego 1989 w prefekturze Miyagi) – japońska seiyū, pracująca dla agencji Aoni Production. Znana jest głównie z ról Hany Uzaki w Uzaki-chan wa asobitai!, Jahy w Niepokonana Jahy oraz Satanii w Gabriel DropOut.

## Filmografia

### Seriale anime
2013
- Ore no nōnai sentakushi ga, gakuen love come o zenryoku de jama shiteiru – Yuragi Hakoniwa[3]
- Servant × Service – Seller Girl
- Tanken Driland: Sennen no mahō – Amuze
- Genshiken nidaime – Susanna Hopkins[4]

2014
- Inari, konkon, koi iroha – Inari[5]
- Marvel Disk Wars: The Avengers – Jessica Shannon[6]
- Sega Hard Girls – SG-1000 II[7]
- Hitsugi no Chaika – Karen Bombardier[8]
- Tsubu Doll – Jun[9]

2015
- The Idolmaster Cinderella Girls – Chieri Ogata
- Triage X – Hinako Kominato[10]
- Robot Girls Z+ – Bal-chan[11]

2016
- Maho Girls PreCure! – Cissy
- Sōshin shōjo Matoi – Yuma Kusanagi[12]
- Momokuri – Norika Mizuyama[13]
- Bishōjo senshi Sailor Moon Crystal Season III – Tellu[14]

2017
- Gabriel DropOut – Satanichia McDowell Kurumizawa[15]
- Nyanko Days – Azumi Shiratori[16]
- Tsugumomo – Kiriha[17]
- Kemono Friends – czarnoogoniasty piesek preriowy (odc. 5, 7, 12)[18]
- One Piece – Charlotte Anana

2018
- Chio-chan no tsūgakuro – Chio Miyamo[19]

2019
- Pastel Memories – Michi Edogawabashi[20]
- Watashi ni tenshi ga maiorita! – Kanon Konomori[21]
- Kandagawa Jet Girls – Pan Dina[22]

2020
- Tsugu tsugumomo – Kiriha[23]
- Uzaki-chan wa asobitai! – Hana Uzaki[24]
- Maesetsu! – Mafuyu Kogarashi[25]

2021
- Tenchi sōzō Design-bu – Meido[26]
- World Trigger Season 2 – Maori Hosoi[27]
- Bokutachi no Remake – Keiko Tomioka[28]
- Niepokonana Jahy – Jahy[29]
- Shin no nakama ja nai to yūsha no Party wo oidasareta node, henkyū de Slow Life suru koto ni shimashita – Ruti[30]

2022
- Princess Connect! Re:Dive Season 2 – Yuki[31]
- Zew nocy – Midori Kohakobe[32]
- Hoshi no samidare – Samidare Asahina[33]
- Hanabi-chan wa okuregachi – Mogumogu Chō Higashisakura[34]
- Uzaki-chan wa asobitai! ω – Hana Uzaki[35]

2023
- Eiyū-ō, bu o kiwameru tame tensei-Su: Soshikite, no minarai kishi – Ripple[36]
- Rokudō no onna-tachi – Sayuri Osanada[37]
- World Dai Star – Panda Yanagiba[38]
- Lv1 maō to One Room yūsha – władczyni demonów[39]

### Filmy
2015
- Girls und Panzer der Film – Fukuda

2020
- Gekijōban High School Fleet – Susan „Sue” Reyes[40]

2022
- Watashi ni tenshi ga maiorita! Precious Friends – Kanon Konomori[41]

### Gry wideo
2011
- The Legend of Heroes: Trails to Azure – Duvalie

2014
- The Legend of Heroes: Trails of Cold Steel II – Duvalie

2016
- Ys VIII: Lacrimosa of Dana – Dina, Griselda

2017
- Fire Emblem Heroes – Ylgr, Lethe
- The Legend of Heroes: Trails of Cold Steel III – Duvalie
- Dead or Alive Xtreme Venus Vacation – Kanna
- Granblue Fantasy – The Sun
- Yūki Yūna wa yūsha de aru – Yumiko Miroku
- MapleStory – Cadena (kobieta)[42]

2018
- Alice Gear Aegis – Aika Aikawa[43]
- Magia Record – Himika Mao
- Valkyria Chronicles 4 – Nikola Graf
- The Legend of Heroes: Trails of Cold Steel IV – Duvalie

2019
- Konosuba: Fantastic Days – Amy

2020
- Kandagawa Jet Girls – Pan Dina
- Girls’ Frontline – Falcon, QJY-88
- Azur Lane – Perseus
- Sakuna: Of Rice and Ruin – Sakuna
- Touhou Spell Bubble – Marisa Kirisame
- Atelier Ryza 2: Lost Legends & the Secret Fairy – Patricia Abelheim
- The Legend of Heroes: Trails into Reverie – Duvalie

2021
- Shin Megami Tensei V – Amanozako

2022
- Digimon Survive – Lopmon[44]
- Azur Lane – Patricia Abelheim[45]

2023
- Atelier Ryza 3: Alchemist of the End & the Secret Key – Patricia Abelheim[46]